# Ортъягун (приток Тромъёгана)
Ортъягун — река в России, протекает по территории Сургутского района Ханты-Мансийского автономного округа. Устье реки находится в 117 км по левому берегу Тромъёгана. Длина реки — 199 км, площадь водосборного бассейна — 1460 км².

## Притоки
- Мэгучикъягун (пр)
- Кильсэнъягун — в 80 км от устья[2]
- река без названия — в 134 км от устья[2]
- Ай-Ортъягун — в 146 км от устья[2]
- река без названия — в 181 км от устья[2]

### Озёра бассейна
- озеро Веленг-Лор[2]
- озеро Вели-Сорым-Лор[2]

## Данные водного реестра
По данным государственного водного реестра России относится к Верхнеобскому бассейновому округу, водохозяйственный участок реки — Обь от впадения реки Вах до города Нефтеюганск, речной подбассейн реки — Обь ниже Ваха до впадения Иртыша. Речной бассейн реки — (Верхняя) Обь до впадения Иртыша.